# Cuong Vu

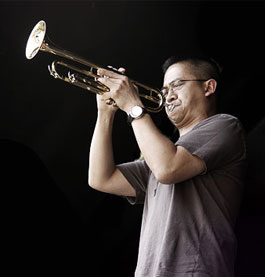
Cuong Vu

Cuong Vu (Saigon, 19 september 1969) is een Amerikaanse jazz-trompettist en -zanger, actief in de geïmproviseerde muziek. Zijn muziek bevat elementen van de hedendaagse jazz, rockmuziek, noise-pop, elektronische muziek, groove en ambient-muziek.
In 1975 verhuisde zijn familie naar Seattle, waar hij vanaf zijn elfde trompet leerde spelen. Hij studeerde aan de New England Conservatory of Music, waar hij onder andere les kreeg van Dave Holland. Hij luisterde naar de grote jazzlegenden en avant-garde-musici, maar raakte ook geïnteresseerd in allerlei klassieke componisten, van Mozart tot en met Arnold Schönberg. Na zijn studie ging hij naar New York, waar zijn ster als innoverend muzikant snel steeg. Hij was een van de oprichters van de band Ragged Jack, die in allerlei clubs speelde, zoals Knitting Factory. Hij werkte samen met (en nam op met) vooruitstrevende musici als Laurie Anderson, Dave Douglas, Myra Melford, Gerry Hemingway en David Bowie en toerde met Pat Metheny, waarmee hij ook platen opnam, als trompettist en zanger. Twee platen van Metheny met Cuong Vu kregen een Grammy, in 2002 en 2005. Cuong Vu leidt enkele eigen bands, waarin onder meer de Japanse bassist Stomu Takeishi speelt. Cuong Vu heeft verschillende albums als leider opgenomen, maar is ook te horen op plaatopnames van onder meer Chris Speed, Assif Tsahar, Orange Then Blue en Andy Laster.

## Discografie
als leider:
- 'Bound', OmniTone, 2000
- 'Pure', Knitting Factory, 2000
- 'Come Play With Me', Knitting Factory, 2001
- 'It's Mostly Residual', ArtistShare, 2005
- 'Vu-Tet', ArtistShare, 2007
- 'Leaps of faith', Origin Records, 2011